# Weak Hero
Weak Hero (약한영웅?, Yakhan-yeong-ungLR) è una serie televisiva sudcoreana basata sull'omonimo webtoon realizzato da Seopass e Kim Jin-seok (Razen). I primi tre episodi sono stati presentati in anteprima al 27º Busan International Film Festival, che si è tenuto dal 5 al 14 ottobre 2022; la prima stagione – sottotitolata Class 1 – è stata quindi pubblicata su Wavve il 18 novembre 2022. La seconda stagione – Class 2 – è stata pubblicata il 25 aprile 2025 su Netflix, piattaforma che si è anche occupata della distribuzione in lingua italiana della serie.

## Trama

### Prima stagione
Yeon Si-eun è tra i migliori studenti della sua classe e il suo unico interesse è lo studio. Sebbene sia fisicamente debole, non si tira indietro di fronte ai bulli della sua classe, e grazie alla sua rapida capacità decisionale, alla conoscenza di diverse materie e agli oggetti che lo circondano, si protegge dai loro atti di violenza sempre più efferati. Quando si trova in grave pericolo, Si-eun riceve aiuto da Ahn Su-ho, il combattente più forte della loro classe, e da Oh Beom-seok, il figlio tormentato di un deputato. I tre diventano amici mentre cercano di sopravvivere a una vita liceale piena di violenza, e imparano cosa significhi veramente essere forti.

### Seconda stagione
Si-eun si trasferisce al liceo Eunjang, tormentato dal trauma di non essere riuscito a proteggere i suoi amici. Mentre lotta per sopravvivere nel nuovo ambiente, conosce nuovi compagni di scuola e si ritrova ad affrontare i membri dell'Unione, un gruppo eccezionalmente violento e aggressivo.

## Personaggi e interpreti
- Yeon Si-eun, interpretato da Park Ji-hoon
- Ahn Su-ho, interpretato da Choi Hyun-wook
- Oh Beom-seok, interpretato da Hong Kyung
- Park Hu-min (st. 2), interpretato da Ryeoun
- Seo Jun-tae (st. 2), interpretato da Choi Min-young
- Go Hyun-tak (st. 2), interpretato da Lee Min-jae
- Choi Hyo-man (st. 2), interpretato da Yoo Su-bin
- Nae Baek-jin (st. 2), interpretato da Bae Na-ra
- Geum Seong-je (st. 2), interpretato da Lee Jun-young

## Produzione

### Pre-produzione
Nel maggio 2021, Jaedam Media ha annunciato di aver raggiunto un accordo con Playlist per co-produrre un adattamento televisivo del popolare webtoon di Naver Weak Hero; successivamente si è unito anche Shortcake, lo studio co-fondato dal regista e sceneggiatore Han Jun-hee. Yoo Soo-min ha diretto e scritto la serie, mentre Han ha ricoperto il ruolo di direttore creativo. Per le coreografie d'azione e le acrobazie sono stati assunti il direttore di arti marziali Heo Myeong-haeng e il direttore artistico Ahn Ji-hye. Il cast ha frequentato una scuola di recitazione in modo da poter filmare in sicurezza le sequenze d'azione. La colonna sonora è composta da Primary.
Il liceo Eunjang che appare nella seconda stagione è un edificio scolastico realmente esistente. Gli spazi sono stati studiati in modo che dimensioni, disposizione, oggetti di scena e atmosfera delle aule riflettessero le dinamiche di potere all'interno della scuola. Lo stile di ripresa e le luci sono stati usati per creare atmosfera: la prima stagione ha una tonalità blu estiva, mentre la seconda utilizza una palette invernale dai toni ambrati per creare un insieme più cupo.

### Casting
Per il cast di Weak Hero, Han Jun-hee ha dichiarato di voler "invitare attori dotati di grande energia e in grado di guidare la prossima generazione di drama e film coreani"; ha successivamente affermato che Park Ji-hoon, Choi Hyun-wook, Hong Kyung, Shin Seung-ho e Lee Yeon erano tutti esordienti e che riteneva che Weak Hero fosse un'opportunità per presentarli a un pubblico più ampio e promuovere le loro carriere.
Park Ji-hoon è stato suggerito come protagonista da Lee Myung-jin, AD e co-fondatore di Shotcake, che era rimasto stupito dalla sua interpretazione in Meolliseo bomyeon pureunbom (2021). Dopo aver esaminato altri lavori e interviste di Park, Han si è convinto che fosse in grado di interpretare personaggi disparati e si è chiesto se uno di questi potesse essere un liceale come Si-eun. Per creare l'atmosfera cupa e fredda per cui è noto il personaggio principale, Park si è ispirato all'interpretazione di Won Bin in The Man from Nowhere (2010) e a quella di Kwon Sang-woo in Maljukgeori janhoksa (2004): il climax alla fine dell'ottavo episodio della prima stagione è un omaggio diretto alla scena finale di quest'ultimo. Park ha anche perso oltre 5 chili di muscoli per apparire debole. Han Jun-hee l'ha elogiato, descrivendolo come "l'unico attore ventenne in grado di creare un'atmosfera del genere".
Riguardo al casting di Choi Hyun-wook, Han ha detto di essersi incuriosito dopo averlo visto per la prima volta in Mobeom taxi (2021), ma è stata la sua apparizione in Badminton Club (2021) a convincerlo a chiamarlo subito, perché credeva che sarebbe presto diventato un attore difficile da contattare. Choi ha contribuito attivamente alla creazione di Su-ho, suggerendo idee su come renderlo più vivo e attraente che sono state successivamente incluse nella serie.
Park Ji-hoon ha ripreso il suo ruolo nella seconda stagione, in cui è stato affiancato da Ryeoun, Choi Min-young, Yoo Su-bin, Bae Na-ra, Lee Min-jae e Lee Jun-young. Jo Jung-suk ha fatto un'apparizione speciale in virtù del suo stretto rapporto con Han Jun-hee.

### Promozione
Il 22 settembre 2022, il trailer di Weak Hero è stato caricato sul sito web e sul canale YouTube del Busan International Film Festival, e sul canale YouTube di Wavve, mentre il secondo trailer e la locandina sono stati pubblicati il 7 novembre. In qualità di sponsor ufficiale del 27º Busan International Film Festival, Wavve ha allestito diversi stand, tra cui un'area fotografica per Weak Hero presso la spiaggia di Haeundae. Il giorno di inizio del festival, il regista Yoo Soo-min, il direttore creativo Han Jun-hee e gli attori Park Ji-hoon, Choi Hyun-wook, Hong Kyung, Shin Seung-ho e Lee Yeon hanno partecipato a una discussione aperta presso il Busan Cinema Center.
La conferenza stampa e la presentazione della serie si sono tenute il 16 novembre 2022 al centro commerciale CGV Yongsan I-Park di Seul.

### Trasmissione
Nel febbraio 2022, Wavve ha svelato il suo programma di contenuti per quell'anno, con l'uscita di Weak Hero prevista per il secondo semestre.
Tre episodi della serie sono stati presentati in anteprima mondiale al 27º Busan International Film Festival nella "Sezione Onscreen" il 7 ottobre 2022: i biglietti sono andati esauriti in due minuti. Sono stati poi proiettati anche l'8 e l'11 ottobre.
Weak Hero è stata distribuita in esclusiva su Wavve il 18 novembre 2022, con divieto di visione ai minori di diciotto anni. È stata trasmessa contemporaneamente su Viki, iQIYI, Kocowa, Amazon Prime, Comcast, Google TV e The Roku Channel in diversi Paesi. Nel dicembre 2022, Viki ha confermato la messa in onda anche in Europa, Oceania, Medio Oriente e India dopo l'uscita negli Stati Uniti.
Nel dicembre 2023, è stata confermata l'uscita della seconda stagione su Netflix. Un trailer è stato pubblicato il 1° aprile 2025, annunciando la pubblicazione per il 25 dello stesso mese.

## Colonna sonora
1. Meego – Hero (prodotta da Primary) – 3:56 (testo: Meego – musica: Primary, Meego)
2. Boi. B – Brass Knuckle – 2:30 (testo: Boi. B – musica: h4rdy)
3. Benzamin – Homesick (Primary) – 4:38 (testo: Benzamin – musica: Primary, Benzamin)
4. Meego – Self – 3:22 (testo: Meego – musica: 1of1, Meego)
5. Han – Again – 2:28 (testo: Han – musica: Han)
6. Hero (prodotta da Primary) (Inst.) – 3:56 (musica: Primary, Meego)
7. Brass Knuckle (Inst.) – 2:30 (musica: h4rdy)
8. Homesick (Inst.) – 4:38 (musica: Primary, Benzamin)
9. Self (Inst.) – 3:22 (musica: 1of1, Meego)
10. Again (Inst.) – 2:28 (musica: Han)

## Accoglienza
Dopo la proiezione al Busan International Film Festival, la critica ha valutato Weak Hero come una serie ben fatta dal punto di vista della storia, della regia, della recitazione e della colonna sonora, ed è stata considerata tra le più attese della seconda metà dell'anno. La sua popolarità è stata trainata principalmente dal passaparola e dai commenti positivi sui social media e sulle comunità online. Ha avuto un successo immediato, diventando il primo drama di Wavve per numero di abbonati paganti entro il primo giorno, ottenendo un punteggio di 9,9 all'estero tramite iQIYI, Kocowa e Viki, e recensioni entusiastiche da parte della critica. Secondo Wavve, Weak Hero è stata la prima serie OTT a classificarsi nella top 3 di Kocowa per tempo di visione ed è rimasta tra le prime dieci su iQiyi Taiwan e Nord America. Si è anche classificata al secondo posto nella classifica 19-25 novembre 2022 compilata da Kinolights, che aggrega i dati provenienti da diverse piattaforme streaming in Corea del Sud.
Kim Seong-hyun di YTN l'ha definita "l'opera più accattivante tra i numerosi contenuti di quest'anno", elogiandola per il suo "adeguato equilibrio di potere tra i personaggi [...] e il diverso fascino che aggiungono alla trama densa e allo sviluppo imprevedibile", con un'azione ad alta intensità "traboccante di un senso di impatto eppure in contatto con la realtà" e "musiche ricche di melodie liriche ma sensuali". Sudarshana Ganguly di The Telegraph India ha assegnato alla serie una valutazione di 4,5 stelle su 5 e ha affermato che "si distingue per il suo sorprendente realismo. Non mostra un vendicatore redentore, ma piuttosto personaggi imperfetti che spesso rimangono intrappolati nello stesso ciclo che stanno cercando di spezzare"; ha elogiato Park Ji-hoon per la "recitazione sfumata fino alle espressioni, [e] la trasmissione di emozioni sottili", e il "personaggio carismatico che si distingue da solo" di Choi Hyun-wook. Scrivendo per Forbes, Joan MacDonald ha affermato che Weak Hero "offre molte sorprese e uno sviluppo interessante dei personaggi. Intenso, frenetico e ben recitato, [è] uno sguardo a quanto devastante possa essere il bullismo". Kim Soo-hyun del Chosun Ilbo ha scritto che i punti di forza della serie sono la storia realistica di Si-eun, Su-ho e Beom-seok, le sequenze d'azione inedite, le performance dei tre attori principali (Park, Choi e Hong) e la regia; ha concluso affermando che Weak Hero è "il miglior lavoro della seconda metà del 2022". Park Jin-young di JoyNews24 ha scritto che la serie "migliora il senso della realtà contenendo le preoccupazioni che tutti hanno sperimentato almeno una volta nella loro adolescenza, come il legame con gli amici, il senso di appartenenza a un luogo e il desiderio di fare un passo avanti per un futuro migliore". Il critico Gong Hee-jeong ha affermato che "sebbene le scene d'azione siano stimolanti e terrificanti, spicca il fatto che ci fa pensare ai difetti degli adulti oltre alla violenza sui bambini catturando a sufficienza la posizione e i sentimenti interiori di ogni personaggio"; il critico culturale Jung Deok-hyeon ha ritenuto che "nel momento in cui pensi a che tipo di conflitto ci sarà, si forma un nuovo senso di coinvolgimento mentre esplodono problemi all'interno della relazione tra i ragazzi".

## Riconoscimenti
- Asia Contents Award & Global OTT Award
  - 2023 – Miglior produzione originale OTT[30]
  - 2023 – Candidatura Miglior esordiente a Park Ji-hoon[31]
- Baeksang Arts Award
  - 2023 – Candidatura Miglior nuovo attore televisivo a Hong Kyung[32]
- Blue Dragon Series Award
  - 2023 – Miglior attore esordiente a Park Ji-hoon[33]
  - 2023 – Premio Whynot a Choi Hyun-wook[34]
  - 2023 – Candidatura Miglior drama[35]
- Korea Drama Award
  - 2023 – Miglior attore esordiente a Park Ji-hoon[36]